# 日本M&Aアドバイザー協会
日本M&Aアドバイザー協会は、M&Aや経営に関連する知識の啓蒙と普及を行う一般財団法人。略称「JMAA」（ジェーエムエーエー）。

## 概要
JMAAでは、以下のような事業を展開している。
- M&Aや経営に関連する知識の啓蒙と普及
- M&Aや経営に関連する調査、研究及び情報の提供
- M&Aや経営に関連する書籍の発行
- 国内外のM&A関係機関との交流
- M&Aや経営に関連する教育講座及び資格認定試験の実施

日本M&Aアドバイザー協会は、M&Aへの理解・普及促進、M&Aの知識・ノウハウの共有、適正なスキルを会得したM&Aアドバイザーの創出・育成のために中小企業経営者向けとM&Aアドバイザー向けの2つの役割がある。
中小企業経営者に対しては、
- M&Aセミナーの提供
- M&Aアドバイザーの検索エンジンの提供
- M&A案件データベースの提供

をしている。
M&Aアドバイザーには、
- M&Aアドバイザー養成講座の提供
- 認定資格(CMA)の付与
- M&A成約サポート
- M&A案件データベースの提供
- 各種会員向けイベントの提供
- ＰＲ用自己紹介サイトの提供
- 各種専門家による専門業務支援の提供

などを支援している。
現在は会員数は168。M&Aや経営に関連する教育講座及び資格認定試験の実施をしている。無料セミナー開催回数は94回開催。M&Aアドバイザー養成講座の有料セミナーは81回開催。

## 沿革
- 2010年（平成22年）8月25日 : 大原達朗、松原良太、早嶋聡史が中心となり港区赤坂にて設立
- 2014年（平成26年）7月9日 : 大原達朗、松原良太、早嶋聡史が代表理事になる。
- 2014年（平成26年）10月21日 : 台東区台東に移転

## 関連図書
『この1冊でわかる! M&A実務のプロセスとポイント』 2014年　中央経済社　大原達朗、松原良太、早嶋聡史　共著